# Georg von Uslar
Georg von Uslar (* 10. September 1584; † 2. März 1638 auf Waake) war ein schwedischer Generalmajor.

## Leben
Georg war Angehöriger der Herren von Uslar. Seine Eltern waren der braunschweigisch-wolfenbüttelsche Oberst Hans Ernst von Uslar auf Waake († 1618) und Elisabeth, geb. von Lürwald. Wie seine beiden jüngeren Brüder, der General Thilo Albrecht von Uslar (1586–1634) und der Oberst Friedrich Moritz von Uslar (1598–1632) bestritt Georg eine Offizierslaufbahn und wurde zum Akteur im Dreißigjährigen Krieg.
Uslar war von 1595 bis 1597 Page, zunächst bei Graf Ernst Casimir von Nassau-Dietz, dann bei Herzog Johann von Schleswig-Holstein-Sonderburg. Unter dem Befehl seines Vaters hatte er mit dem Truppen von Herzog Heinrich Julius von Braunschweig-Wolfenbüttel 1602 in Ungarn gegen die Türken im Felde gestanden. Noch im selben Jahr avancierte er zum Fähnrich. In den Jahren 1603 und 1604 war er Hof- und Kammerjunker des Mainzer Kurfürsten. Er nahm noch als Fähnrich 1604 unter spanischer Fahne an der Belagerung und der Einnahme von Ostende teil und blieb bis ca. 1609 mit dem von seinem Vater geworbenen Infanterieregiment in den Niederlanden. 1615 stieg er zum Hauptmann auf und nahm unter dem Befehl des Grafen Philipp von Mansfeld an der erfolglosen Belagerung von Braunschweig durch den Herzog Friedrich Ulrich von Braunschweig-Wolfenbüttel teil.
Zu Beginn des Dreißigjährigen Krieges trat er in den Dienst von Herzog Johann Ernst zu Sachsen-Weimar und geriet in der Schlacht am Weißen Berg in Gefangenschaft, konnte aber schnell für 1000 Taler ausgelöst werden. Uslar trat dann sofort als Oberstleutnant über 3000 Mann unter Herzog Wilhelm von Sachsen-Weimar in die Armee des Grafen Peter Ernst II. von Mansfeld ein und kämpfte mit diesem in der Kurpfalz. 1621 war er Gründungsmitglied des von Wilhelm gegründeten Ordens der Beständigkeit, vermählte sich mit Sibylle von Berckefeldt (1591–1639) und wurde 1622 mit dem Namen „Der Erfrischende“ in die Fruchtbringende Gesellschaft aufgenommen.
Uslar erhielt etwa in dieser Zeit auch das Kommando über 1000 Reiter und 3000 Mann zu Fuß aus der Armee von Markgraf Georg Friedrich von Baden-Durlach. In dieser Stellung geriet er in spanische Gefangenschaft und konnte aber erneut ausgelöst werden. 1623 trat er erneut als Oberstleutnant unter Herzog Christian von Braunschweig in den Krieg ein, kehrte aber nach dessen Niederlage bei Stadtlohn auf seine Güter im Fürstentum Göttingen zurück. Noch 1626 wurde er mit dem Oberbefehl über die Stadt Göttingen betraut. In dieser Stellung konnte er Angriffe der Liga erfolgreich abwehren. Er erhielt dann als Oberst von Herzog Christian den Befehl über ein Regiment zu Fuß von 2000 Mann, mit dem er an der Schlacht bei Lutter teilnahm. Hiernach wechselte Uslar in dänische Dienste und wurde 1627 von König Christian IV. von Dänemark zum Generalkriegskommissar der Stadt und Festung Stade sowie zum Oberst über ein Regiment zu Fuß von 3000 Mann ernannt. Nachdem er die Stadt an Charles Morgan übergeben musste und der Lübecker Frieden geschlossen wurde, begab er sich abermals auf seine Güter.
Als die Schweden 1630 in den Krieg eingriffen, trat er als Reiteroberst in deren Dienste und wurde 1631 bei der Verteidigung Magdeburgs erneut gefangen genommen. Von seinem Bruder ausgelöst wurde er sofort mit der Werbung eines Reiterregiments beauftragt. 1632 avancierte er zum Generalmajor und nahm an der Schlacht bei Lützen teil. Er wechselte dann unter Bernhard von Sachsen-Weimar auf den bayerischen Kriegsschauplatz, wo er Schloss Lichtena einnahm. Als sein Oberfeldherr nach der Schlacht bei Nördlingen zu den Franzosen überging, übernahm er ein Kommando unter Herzog Wilhelm  von Sachsen-Weimar im Eichsfeld. Mit dem Prager Frieden trat er in den Herzogs Georg von Braunschweig-Calenberg, bis sich dieser dem Frieden anschloss und zog sich dann endgültig auf sein Erbgut Waake zurück.